# Карабалка
Карабалка (Логиновка) — река в России, протекает по Свердловской области. Устье реки находится в 3 км по левому берегу реки Брусянка. Длина реки составляет 10 км.

## Данные водного реестра
По данным государственного водного реестра России относится к Иртышскому бассейновому округу, водохозяйственный участок реки — Исеть от города Екатеринбург до впадения реки Теча, речной подбассейн реки — Тобол. Речной бассейн реки — Иртыш.
Код объекта в государственном водном реестре — 14010500612111200002881.

## Населённые пункты
- с. Логиново